# Jorge Fossati
Jorge Daniel Fossati Lurachi, né le 22 novembre 1952 à Montevideo (Uruguay), est un joueur international de football uruguayen, devenu entraîneur.

## Biographie
Révélé à Rampla Juniors puis au Central Español, ce gardien de but - sélectionné à trois reprises en équipe nationale - réalise la première partie de sa carrière au CA Peñarol de Montevideo, où il signe en 1973 et avec lequel il remporte le championnat d'Uruguay à cinq reprises (1973, 1974, 1975, 1978 et 1979).
En 1981, il initie un tour du continent en rejoignant Independiente en Argentine en 1981, puis les Millonarios de Bogota en 1982 et le Club Olimpia au Paraguay dont il remporte le championnat en 1983. Il rejoint ensuite Green Cross de Temuco au Chili puis le CA Rosario Central avec lequel il remporte le championnat d'Argentine en 1987. Après une pige au Club Deportivo Mandiyú, il termine sa carrière au Brésil, au Avaí Futebol Clube puis au Coritiba Foot Ball Club en 1989-1990.
En 1993, Fossati s'initie au métier d'entraîneur au River Plate de Montevideo, puis retrouve le Peñarol qu'il mène à la quête du championnat en 1996. Après une pige au Cerro Porteño au Paraguay, il revient trois saisons au Danubio Fútbol Club, signe au Colón de Santa Fé en Argentine, retourne au Danubio, puis entraîne une saison la Liga de Quito en Équateur. 
En 2004, il est nommé sélectionneur de l'équipe d'Uruguay de football, dont il conserve la charge deux ans. En 2007, il signe au Al-Sadd SC au Qatar puis dirige la sélection du Qatar jusqu'à son départ fin 2008 pour des raisons médicales. Après un retour à la Liga de Quito avec laquelle il remporte la Copa Sudamericana 2009 et la Recopa Sudamericana, il signe début 2010 au Sport Club Internacional, où il reste quelques mois avant d'être licencié. Il repart alors au Moyen-Orient à Al Shabab Riyad avant de faire son retour au Sadd Sports Club avec lequel il remporte la Ligue des champions de l'AFC 2011.

## Palmarès

### Joueur
Peñarol
- Championnat d'Uruguay (5)
  - Champion : 1973, 1974, 1975, 1978 et 1979

Club Olimpia
- Championnat du Paraguay (1)
  - Champion : 1983

CA Rosario Central
- Championnat d'Argentine (1)
  - Champion : 1987

Avai FC
- Championnat de Santa Catarina (1)
  - Champion : 1988

### Entraîneur
- Championnat d'Uruguay
  - Vainqueur : 1996

- Championnat d'Équateur
  - Vainqueur : 2003

- Championnat du Qatar
  - Vainqueur : 2007 et 2016

- Coupe du Qatar
  - Vainqueur : 2007

- Coupe Crown Prince de Qatar (2)
  - Vainqueur : 2006 et 2007

- Coupe Sheikh Jassem du Qatar
  - Vainqueur : 2007

- Recopa Sudamericana (1)
  - Vainqueur : 2009

- Copa Sudamericana (1)
  - Vainqueur : 2009

- Ligue des champions de l'AFC (1)
  - Vainqueur : 2011

- Copa América
  - Troisième place: 2004

- Championnat du Pérou (1)
  - Vainqueur : 2023